# Jed Hoyer
Jed Hoyer (né le 7 décembre 1973 à Plymouth, New Hampshire, États-Unis) est le directeur-gérant des Cubs de Chicago, un club de la Ligue majeure de baseball. Il occupe ce poste depuis novembre 2011 après avoir occupé des fonctions similaires chez les Padres de San Diego de 2009 à 2011 et avoir occupé différents postes chez les Red Sox de Boston de 2002 à 2009.

## Biographie
Jed Hoyer est un diplômé de l'université Wesleyenne. Il joue comme lanceur et arrêt-court pour l'équipe de baseball universitaire qui atteint en 1994 les World Series de la 3e division (en) de la NCAA. Il détient toujours 20 ans plus tard le record de sauvetages par un lanceur de relève de Wesleyenne.

### Red Sox de Boston
À l'emploi des Red Sox de Boston de 2002 à 2009, Jed Hoyer est assistant aux opérations baseball les deux premières années puis promu au poste d'assistant spécial du directeur-gérant Theo Epstein en 2005. Lorsque ce dernier quitte son poste le 31 octobre 2005 pour revenir dès janvier suivant, Hoyer fait partie avec Ben Cherington, Bill Lajoie et Craig Shipley de « la bande des quatre » co-directeurs-gérants. Au retour d'Epstein en janvier 2006, Hoyer est son assistant jusqu'en 2009.

### Padres de San Diego

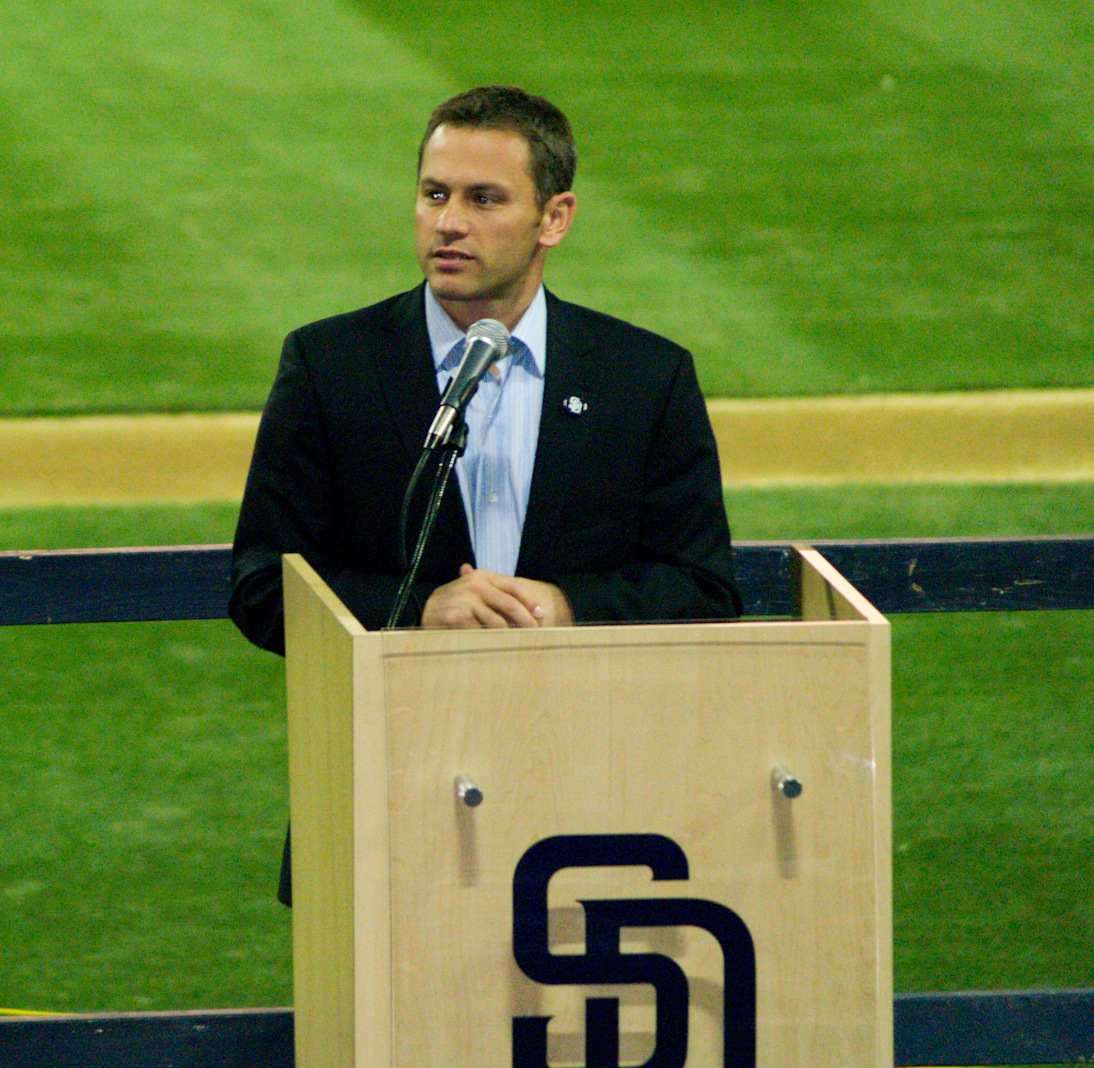
Jed Hoyer à l'emploi des Padres de San Diego en 2011.

Hoyer est directeur-gérant des Padres de San Diego du 24 octobre 2009 au 26 octobre 2011. La plus grande transaction qu'il réalise durant cette période est l'échange du joueur étoile Adrian Gonzalez aux Red Sox de Boston le 6 décembre 2010 en retour de quatre joueurs d'avenir : Anthony Rizzo, Casey Kelly, Reymond Fuentes et Eric Patterson. Du lot, seul Rizzo s'imposera dans les majeures, mais avec un autre club que les Padres.

### Cubs de Chicago
Le 26 octobre 2011, Jed Hoyer est nommé directeur-gérant des Cubs de Chicago. Il est engagé par son ancien patron, Theo Epstein, devenu président des Cubs deux semaines plus tôt. La nouvelle équipe de direction, qui hérite d'un club médiocre en période de reconstruction, espère chez les Cubs réaliser un tour de force similaire à celui accompli à Boston, où les Red Sox avaient en 2004 remporté leur première Série mondiale en 86 ans. Les Cubs n'ont de leur côté toujours pas gagné de titre ultime depuis 1908.
De 2012 à 2014, les Cubs terminent derniers de leur division, allongeant à cinq années leur série de saisons passées au dernier échelon de la section Centrale de la Ligue nationale. Ces années sont consacrées à la reconstruction d'un effectif de ligues mineures qui pourra éventuellement mener la franchise des majeures à plus de succès. Durant ces années se développent des joueurs d'avenir tels Kris Bryant, Héctor Rondón, Jorge Soler, Javier Baez et Arismendy Alcantara. En janvier 2012, un échange avec les Padres amène à Chicago Anthony Rizzo, le jeune joueur que Hoyer avait obtenu en transigeant pour San Diego un an et demi plus tôt. En prévision de la saison 2015, les Cubs mettent en action la phase suivante et commencent à attirer de grosses pointures : le nouveau gérant Joe Maddon et l'ancien lanceur vedette des Red Sox, Jon Lester.